# 埃里克·鲍威尔
埃里克·鲍威尔（英語：Eric Powell，1886年5月6日—1933年8月17日），英国男子赛艇运动员。他曾代表英国参加1908年夏季奥林匹克运动会赛艇比赛，获得男子八人单桨有舵手铜牌。